# Sevasti Qiriazi

Sevasti Qiriazi y Christo Dako, de una publicación de 1913.

Sevasti Qiriazi

Sevasti Qiriazi (también conocida como Sevasti Qiriazi-Dako), Bitola, 1871 - Tirana, 30 de agosto de 1949, fue una maestra y activista albanesa pionera de la educación femenina albanesa. 

## Biografía
Sevasti era miembro de la familia patriótica Qiriazi (Kyrias) de Monastir, hoy Macedonia del Norte . El escritor y editor albanés Naim Frashëri facilitó que Sevasti estudiara en el Robert College de Constantinopla para que desempeñara un papel activo en la educación de las mujeres albanesas. Fue la primera mujer albanesa en estudiar en la institución estadounidense, finalizando su formación en junio de 1891. Al regresar a la otomana Albania, contribuyó en la primera reapertura de la escuela albanesa en Korçë en 1891 junto con su hermano Gjerasim Qiriazi .  
La escuela todavía se conocía con el nombre de la familia Qiriazi (Kyrias), incluso después de la Primera Guerra Mundial. Sevasti participó en el Congreso de Manastir, ayudando con la preparación de los libros de texto. Se dice que publicó una gramática para las escuelas primarias ( Bitola, 1912) y editó un libro de texto sobre historia. Se mudó a Rumania y de allí emigró a los Estados Unidos junto con su esposo, Christo Anastas Dako (1878-1941), periodista, escritor y político, y su hermana Parashqevi, donde colaboró con el Morning Star quincenal ( en albanés: Yll' i mëngjesit    ) Christo Anastas Dako pronto abriría la primera escuela albanesa en Estados Unidos.
Regresó a Albania a principios de la década de 1920. Se convirtió en una de las fundadoras y directoras de la institución femenina llamada "Kyrias" (según el apellido) en Tiranë y Kamëz, en cooperación con su hermana Parashqevi y Dako. Ella y su hermana fueron encarceladas y deportadas en el campo Anhalteleger Dedinje cerca de Belgrado por las unidades pronazis dirigidas por Xhaferr Deva por sus opiniones antifascistas durante la Segunda Guerra Mundial . Regresaron a Tirana después de la guerra. 
Debido a la afiliación de Dako con el Rey Zog, y él sirviendo como ministro en uno de los gabinetes de Zog, el nombre de Dako fue ocultado durante el régimen comunista después de la Segunda Guerra Mundial . Su familia fue perseguida (incluida su cuñada Parashqevi ) y dos hijos fueron arrestados y encarcelados. Cansada de muchos esfuerzos de su vida, y un derrame cerebral por la muerte de su hijo, Sevasti murió en agosto de 1949.

## Legado
Las Hermanas Qiriazi ( en albanés: Motrat Qiriazi    ) son consideradas las "Madres de la educación albanesa". Muchas instituciones educativas en áreas pobladas albanesas de los Balcanes llevan su nombre. La Organización de Mujeres Albano-Americanas (AAWO) en la ciudad de Nueva York también se llama "Hermanas Qiriazi".
El 7 de marzo es el día del maestro en Albania, en recuerdo de la apertura de la escuela de la familia Qiriazi de 1891. 